# 찐딱
찐딱(베트남어: Trịnh Tạc / 鄭柞 정작，1606년 4월 11일(음력 3월 5일) ~ 1682년 9월 24일(음력 8월 23일))은 대월 후 레 왕조의 정치인, 찐 주의 제5대 왕(재위: 1657년 ~ 1682년)이다. 봉호는 서정왕(베트남어: Tây Định Vương / 西定王)이다.

## 생애
호앙딘 7년 3월 5일(1606년 4월 11일), 찐짱의 넷째 아들로 태어났다.
호앙딘 5년(1614년) 6월, 영군공(Vinh Quận Công/榮郡公)으로 봉해졌다.
득롱 3년(1631년) 11월, 북군좌도독부장(北軍左都督副將) 겸 태보(太保) 겸 서군공(Tây Quận Công/西郡公)으로 진봉되었고, 예안처(乂安處)로 나가 진수하였다.
이듬해(1632년) 3월, 소부(少傅)가 가봉되었다.
푹타이 3년 4월 19일(1645년 5월 14일), 흠차절제각처수보제영(欽差節制各處水步諸營) 겸 장국권병좌상(掌國權柄左相) 겸 태위(太尉) 겸 서국공(Tây Quốc Công/西國公)으로 진봉되었고, 겸정부(謙定府)를 설치하니 나라의 정치가 대개 찐딱에 의해 결정되었다.
카인득 4년(1652년) 8월, 원수장국정(元帥掌國政) 겸 서정왕(Tây Định Vương/西定王)으로 진봉되었다.
틴득 3년(1655년) 9월, 응우옌 주가 북쪽으로 찐 주를 침공하여 찐 주의 군대를 여러 차례 패배시키자 전선이 예안처(乂安處)의 람강(藍江) 일대로 밀리게 되었다.
틴득 4년(1656년) 6월, 찐짱이 찐딱의 아들 찐깐으로 하여금 병사를 이끌고 예안을 지원하도록 했다.
틴득 5년 4월 16일(1657년 5월 28일), 찐짱이 병사하자 찐딱이 뒤를 이었다. 6월, 찐 주의 군사는 더 이상 패배하지 않았고, 응우옌 주의 군사와 승부를 겨루어 람강 일대에서 상호 대치하였다.
빈토 2년 9월 2일(1659년 10월 17일), 찐딱이 대원수장국정(大元帥掌國政) 겸 상사(尙師) 겸 서왕(Tây Vương/西王)으로 진봉되었다.
빈토 3년(1660년) 8월, 응우옌 군에 내홍이 발생해 두 장수 응우옌 흐우 떤(베트남어: Nguyễn Hữu Tiến / 阮有進 완유진), 응우옌 흐우 까인(베트남어: Nguyễn Hữu Kính / 阮有鏡 완유경)이 차례로 철군하여 린강(𤅷江) 이남으로 되돌아갔다. 10월, 찐딱이 병사를 파견해 응우옌 군의 후미를 따라가 그들이 점령했던 현 7개와 주 1개를 일거에 수복하였다.
빈토 4년(1661년) 윤 10월, 찐딱이 군사를 이끌고 남하하여 이전의 승세를 타고 응우옌 주를 멸하려고 하였으나 응우옌 군의 방어를 뚫지 못했다.
빈토 5년(1662년) 10월, 찐딱은 철군하여 탕롱으로 돌아갔다. 막 왕조의 황제 막낀부가 틈을 타 남하하여 찐 주를 공격하였으나 찐딱에게 패배하였다. 이후 찐딱은 응우옌 주와의 교전을 잠시 멈추었고, 대신 까오방의 막 왕조를 공격하였다.
까인찌 2년(1664년) 10월, 팜꽁뜨(베트남어: Phạm Công Trứ / 范公著 범공저)에게 명하여 도량형을 새로 수정하도록 하니 상민들이 편해졌다.
까인찌 5년(1667년) 9월, 까오방을 공격해 크게 이겼고, 막낀부의 뒤를 이은 막응우옌타인은 청나라로 피신하였다. 강희제의 요구에 따라 찐딱은 막응우옌타인이 까오방으로 돌아오도록 동의하였으나, 막 왕조의 세력은 이미 더 이상 찐 주에 대항할 수 없는 상태였다.
까인찌 6년(1668년) 4월, 찐딱은 대원수장국정(大元帥掌國政) 겸 상사(尙師) 겸 태부(太父) 겸 덕공인위명성서왕(德功仁威明聖西王)으로 진봉되었다.
즈엉득 원년(1672년) 6월, 찐딱은 다시 응우옌 주에 대한 출정을 개시하여, 직접 군사를 이끌고 남하하였고 아들인 찐깐을 수군통수(水軍統帥)로 삼았다. 응우옌 주의 응우옌푹떤 또한 자신의 아들인 똔텃히엡(尊室協)을 보내 방어하도록 했다. 찐 주의 군사가 최종적으로 응우옌 군에게 격퇴되었다.
즈엉득 2년(1673년) 9월, 찐 주와 응우옌 주는 전쟁을 중지하고 린강(𤅷江)을 경계로 하기로 약정하였다. 베트남은 마침내 평화 상태를 맞았고, 이는 약 100년 정도 지속되었다. 이와 동시에 청나라에 삼번의 난이 일어나자 막응우옌타인은 까오방에서 오삼계를 공개 지지하였다.
빈찌 2년(1677년) 8월, 청나라가 삼번을 패배시키자 찐딱은 이 기회를 이용해 다시 북벌하여 까오방을 공격해 크게 이겼고, 막 왕조를 완전히 무너뜨렸다. 아울러 청나라에 막 왕조가 오삼계를 지지하였다는 증거를 보였고, 청나라가 막 왕조를 까오방으로 돌려보내려는 계획을 취소시키는 데 성공하였다.
찐호아 3년 8월 23일(1682년 9월 24일), 찐딱이 병사하니 향년 77세(만 76세)였고, 찐깐이 뒤를 이었다. 시호를 총헌(Thông Hiến/聰憲), 묘호를 홍조(베트남어: Hoằng Tổ / 弘祖)로 하였고, 양왕(베트남어: Dương Vương / 陽王)으로 존봉하였다. 찐 주의 왕들이 대대로 미자(美字)를 더하여 최종적으로 홍모원략안국회강진강흥치웅도영위규문분무돈대명작준덕위공예산신모경광대렬조하조기수휴천범수내양외보화치치양왕(洪謨遠略安國恢疆振綱興治雄度英威揆文奮武惇大明作峻德巍功睿算神謀耿光大烈造夏肇基垂庥闡範修內攘外保和致治陽王)이 되었다.

## 가족 관계

### 조부모와 부모
- 조부 : 성조(베트남어: Thành Tổ / 成祖) 철왕(베트남어: Triết Vương / 哲王) 찐뚱(베트남어: Trịnh Tùng / 鄭松 정송)
- 조모 : 자휘태비(베트남어: Từ Huy Thái phi / 慈徽太妃) 당 티 응옥바오(베트남어: Đặng Thị Ngọc Bảo / 鄧氏玉寶 등씨옥보)
- 부친 : 문조(베트남어: Văn Tổ / 文祖) 의왕(베트남어: Nghị Vương / 誼王) 찐짱(베트남어: Trịnh Tráng / 鄭梉 정장)
- 모친 : 자훤태비(베트남어: Từ Huyên Thái Phi / 慈萱太妃) 쩐 티 응옥다이(베트남어: Trần Thị Ngọc Đài / 陳氏玉臺 진씨옥대)

### 후비
| 봉호        | 시호                                  | 이름 (성씨)                                                  | 별칭  | 생몰년도        | 국구 (장인/장모) | 비고 |
| ----------- | ------------------------------------- | ------------------------------------------------------------ | ----- | --------------- | ---------------- | ---- |
| 정비 (正妃) | 자우태비 (Từ Hựu Thái Phi /慈佑太妃)  | 부 티 응옥호앙 (Vũ Thị Ngọc Hoàng /武氏玉黃 /무씨옥황)       |       |                 | [ 1 ]            |      |
| 정비 (正妃) | 자후정비 (Từ Hậu Chính Phi /慈厚正妃) | 찐 티 응옥룽 (Trịnh Thị Ngọc Lung /鄭氏玉瓏 /정씨옥롱)       | [ 2 ] | 1612년 ~ 1706년 | [ 3 ]            |      |
| 소의 (昭儀) |                                       | 마이 티 응옥띠엔 (Mai Thị Ngọc Tiến /梅氏玉進 /매씨옥진)     |       |                 |                  |      |
| 궁빈 (宮嬪) |                                       | 응우옌 티 도안짱 (Nguyễn Thị Đoan Trang /阮氏端莊 /완씨옥장) |       |                 |                  |      |

### 왕자
| -  | 봉호                             | 시호                   | 이름                             | 생몰년도        | 생모                    | 별칭  | 비고                |
| -- | -------------------------------- | ---------------------- | -------------------------------- | --------------- | ----------------------- | ----- | ------------------- |
| 1  | 무군공 (Mậu Quận Công /懋郡公)   |                        | 찐득 (Trịnh Đức /鄭德 /정덕)     |                 | 자우태비 부 티 응옥호앙 |       |                     |
| 2  | 소군공 (Thiệu Quận Công /紹郡公) |                        | 찐흐우 (Trịnh Hữu /鄭有 /정유)   |                 | 자우태비 부 티 응옥호앙 |       |                     |
| 3  | 당군공 (Đàng Quận Công /塘郡公)  |                        | 찐쯔엉 (Trịnh Lương /鄭樑 /정량) |                 | 자우태비 부 티 응옥호앙 |       |                     |
| 4  | 정왕 (Định Vương /定王)          | 융단 (Dung Đoạn /融斷) | 찐깐 (Trịnh Căn /鄭根 /정근)     | 1633년 ~ 1709년 | 자우태비 부 티 응옥호앙 | [ 4 ] | 찐 주의 제6대 군주. |
| 5  | 이충공 (Lỵ Trung Công /莅忠公)   |                        | 찐동 (Trịnh Đông /鄭棟 /정동)    | ? ~ 1681년      |                         | [ 5 ] |                     |
| 6  | 전의공 (Điện Nghĩa Công /奠義公) |                        | 찐옥 (Trịnh Ốc /鄭楃 /정악)      | ? ~ 1691년      |                         | [ 6 ] |                     |
| 7  | 파군공 (Phái Quận Công /派郡公)  |                        | 찐주 (Trịnh Du /鄭榆 /정유)      |                 |                         |       |                     |
| 8  | 조군공 (Diệu Quận Công /調郡公)  |                        | 찐똥 (Trịnh Tông /鄭棕 /정종)    |                 | 궁빈 응우옌 티 도안짱   |       |                     |
| 9  | 소군공 (Thiều Quận Công /韶郡公) |                        | 찐팍 (Trịnh Phác /鄭樸 /정박)    |                 |                         |       |                     |
| 10 | 무공 (Mậu Công /茂公)            |                        | 찐꾸안 (Trịnh Quán /鄭樌 /정관)  |                 |                         | [ 7 ] |                     |
| 11 | 염군공 (Liêm Quận Công /廉郡公)  |                        | 찐끼엔 (Trịnh Kiền /鄭虔 /정건)  |                 |                         |       |                     |
| 12 | 다군공 (Trà Quận Công /茶郡公)   |                        | 찐깜 (Trịnh Cầm /鄭錦 /정금)     |                 |                         |       |                     |
| 13 | 운군공 (Vân Quận Công /雲郡公)   |                        | 찐끼엔 (Trịnh Kiền /鄭榩 /정건)  |                 |                         |       |                     |
| 14 | 수군공 (Thọ Quận Công /壽郡公)   |                        | 찐레 (Trịnh Lệ /鄭欐 /정려)      |                 |                         |       |                     |
| 15 | 진군공 (Tấn Quận Công /晉郡公)   |                        | 찐뚜 (Trịnh Tu /鄭樇 /정수)      |                 |                         |       |                     |

### 왕녀
| - | 봉호                   | 시호 | 이름                                                     | 생몰년도 | 생모                  | 부마            | 별칭 | 비고 |
| - | ---------------------- | ---- | -------------------------------------------------------- | -------- | --------------------- | --------------- | ---- | ---- |
| 1 | 군주 (Quận Chúa /郡主) |      | 찐 티 응옥앙 (Trịnh Thị Ngọc Áng /鄭氏玉𣖮 /정씨옥앙)    |          |                       | 레 현종(黎玄宗) |      |      |
| 2 | 군주 (Quận Chúa /郡主) |      | 찐 티 응옥사인 (Trịnh Thị Ngọc Sanh /鄭氏玉檉 /정씨옥정) |          |                       | [ 8 ]           |      |      |
| 3 | 군주 (Quận Chúa /郡主) |      | 찐 티 (Trịnh Thị /鄭氏 /정씨)                            |          | 궁빈 응우옌 티 도안짱 | [ 9 ]           |      |      |

## 같이 보기
- 후 레 왕조